# Chuncheon
Chuncheon is de hoofdstad van de Zuid-Koreaanse provincie Gangwon-do.
In 2005 telde Chuncheon 209.750 inwoners, in 2012 was de totale bevolking al sterk gestegen tot een totaal van 273.130 inwoners.

## Geboren
- Eefje van Gorkum (1986), Nederlands actrice
- Son Heung-min  (1992), voetballer
- Hwang Hee-chan (1996), voetballer